# Jaffa (Stargate)
De Jaffa zijn een buitenaards ras in de televisieseries rond de Stargate. Biologisch zijn ze verwant aan de mensen van de Aarde, waar ze van afstammen. Zij zijn ooit ontvoerd door de Goa'uld en verspreid over de Melkweg door middel van het Stargatenetwerk. Naast het feit dat ze zijn ontvoerd, zijn de Jaffa ook nog eens biologisch aangepast om te dienen als gastheer voor de Goa’uld-larven. Verder dienen zij de System Lords en vormen ze het leger van de Systeemheren.

## Achtergrond
De Jaffa wonen op verschillende planeten. Dit hangt af van welke Goa’uld ze dienen. Zij hebben dus geen feitelijke thuiswereld. Er zijn wel een aantal planeten waarop veel Jaffa wonen zoals Chulak, Dakara, en Delmak.
De voornaamste functie van de Jaffa is het dienen als soldaat van hun god, de Goa'uld. Bovendien dragen ze een onvolgroeide symbiont bij zich in hun buidel. Deze buidel bevindt zich rondom de navelstreek. Bij sommige Jaffa komt het voor dat hun immuunsysteem faalt zodra de jaffakinderen de puberteit bereiken. De Goa’uld Moloch is hier verantwoordelijk voor. Hij heeft zijn Jaffa genetisch aangepast. De Jaffa noemen dat de Pra’ta. Het gevolg hiervan is dat ze onherroepelijk sterven als ze geen symbiont geïmplanteerd krijgen. Vervolgens zal er een onvolwassen larve worden geïmplanteerd in de buidel van de Jaffa alwaar de larve zal blijven totdat hij is volgroeid en een andere gastheer kiest.
De Goa’uld larve neemt de functie over van het immuunsysteem met als gevolg dat de desbetreffende Jaffa niet lang zonder zijn symbiont kan leven. Ook moeten de Jaffa met enige regelmaat in een meditatieve toestand treden om te synchroniseren met de symbiont. Dit noemt men Kel no’reem. Doet een Jaffa dit niet, dan kan hij ziek worden omdat er geen harmonie bestaat tussen hem en zijn Goa'uld. De Goa’uld geeft zijn gastheer kracht, gezondheid en een lang leven (wat ongeveer tussen de 120 en 150 jaar ligt). Na de ontdekking van de koningin Egeria, is het geneesmiddel Tretonin ontwikkeld die een Jaffa laat leven zonder zijn symbiont. Het enige nadeel is dat de Jaffa afhankelijk is van een medicijn, maar dit weegt op tegen de nadelen van het dragen van een symbiont en het dienen als gastheer.
Alle Jaffa hebben een herkenningsteken op hun voorhoofd staan. Elke Goa’uld heeft zijn eigen onderscheidingsteken. Meestal is het een gewone zwarte tatoeage. Alleen de System Lords First Prime heeft een gouden onderscheidingsteken op zijn voorhoofd staan. Dit symbool wordt met een speciaal mes in het voorhoofd gekerfd, waarna de wond wordt gevuld met puur goud. Teal’c heeft dit als zeer pijnlijk ervaren.
Een klein gedeelte van de Jaffa die ontdekten dat de Goa’uld valse goden waren, zitten sinds enkele duizenden jaren ondergedoken. Deze Jaffa hebben geen herkenningstekenen op hun voorhoofd. Ze hebben wel een buidel waar een symbiont in zit; deze symbionten worden gestolen gedurende rooftochten. Deze Jaffa staan bekend als de legendarische Sodan.
Na een huwelijk tussen Jaffa is het traditie dat de getrouwde man zijn hoofd kaalscheert. Teal’c heeft met deze traditie gebroken en laat zijn haar weer groeien (Dude what's with the hair?)

## Gebeurtenissen gedurende de series
Teal'c (gespeeld door Christopher Judge), is een Jaffa die de keuze heeft gemaakt om samen met SG-1 te vechten tegen de valse goden. Zijn einddoel is een einde te maken aan de macht van de Goa’uld en het realiseren van een vrije Jaffa staat. Hij werd in eerste instantie gezien als een Shol’va maar wist toch stand te houden door onder andere de hulp van zijn leermeester Bra'tac. Het lukt Teal'c vele Jaffa voor zijn zaak te winnen en laat hen inzien dat de Goa’uld niet meer zijn dan valse goden. Uiteindelijk overwinnen de Jaffa de Goa'uld en stichten hun eigen staat op de planeet waar ooit het eerste ritueel plaatsvond. Deze planeet is de plaats waar de eerste symbiont werd geïmplanteerd.

### Het Jaffa verzet
In het zesde seizoen is er een georganiseerde verzetsbeweging opgezet die tegen de Goa'uld strijdt. Teal'c is een van de prominentste leiders binnen de Jaffa. Aan het einde van het achtste seizoen lukt het Teal’c zijn doelstellingen te realiseren; de Goa’uld zijn verzwakt door een burgeroorlog binnen de hoogste rangen van de System Lords en door de plotselinge terugkeer van Anubis. De genadeklap wordt uitgedeeld door de Replicators toen zij het universum binnendrongen. Enige tijd later lukte het de legers van de Tau’ri de Replicators eens en voor altijd te verslaan.
Voor de Jaffa is het beeld van het feit dat de Goa'ulds valse goden zijn, versterkt door hun onmogelijkheid de Replicators te verslaan. Hier werkte ook de laffe vlucht van Ba'al aan mee. Na deze actie keren de overige Jaffa zich “en masse” tegen de Goa'uld.

### De vrije Jaffa Staat
In het negende seizoen wordt de Free Jaffa Nation uitgeroepen. De regering (High Council) wordt zo ingericht dat ze de militaire sterkte van de coalitiepartijen vertegenwoordigt. Teal’c is hier fel op tegen. Hij zou graag het systeem willen invoeren zoals de mensen van de Taur’i hebben. Hij ventileert zijn mening aan generaal Hank Landry. Teal’c ziet het liefste een systeem waarin het kiesrecht wordt ingevoerd en waarbij er vrije verkiezingen zijn.
Gerak wordt uiteindelijk, tegen de wil van Teal’c en de Taur’i, de leider van de Jaffa High Council. Zijn positie wordt nog versterkt door de gevangenneming en executie van Ba’al. Zijn bovengemiddelde interesse voor de religie van de Ori - Origin – na de door de Ori priester opgevoerde “show,” is verontrustend te noemen gezien de grote invloed die Gerak nu heeft in en op de High Council. Men legt hem overigens geen strobreed in de weg.
Het komt bijna zelfs tot een burgeroorlog wanneer Gerak pleit voor het invoeren van de religie van de Ori, waarbij de Jaffa zich ook zullen moeten houden aan de wetten en regelgeving van de Ori. Wanneer een voorganger van de Ori Gerak beveelt de ongelovigen uit te roeien, blijkt Gerak niet te beschikken over de daadkracht die van hem wordt verwacht als Ori aanhanger. Uiteindelijk wordt hij meegenomen naar Celestis, de stad van de goden, alwaar hij tot voorganger wordt omgetoverd.
Als Teal'c de Jaffa Raad toespreekt om hen te waarschuwen de Ori niet te volgen, treedt op dat moment Gerak binnen en predikt dat “it is the destiny of all Jaffa to follow... Origin!” Gelukkig heeft de Jaffa raad al snel in de gaten dat de ommezwaai van Gerak (Apostasy, in de ogen van de Ori), niet de juiste is. Het gevolg is dat de raad zich massaal tegen de Ori keert.
Na de dood van Gerak zijn het Teal'c, Bra'tac en hun medestanders gelukt de regeringsvorm van de Jaffa High Council om te vormen naar het aards voorbeeld. Inmiddels is er sprake van een democratie waarbij er vrije verkiezingen zijn.

## Lijst van bekende Jaffa
| Naam     | In dienst van | Rank/Positie                                                                      | Debuut                                | Status                                                     | Gespeeld door                        |
| -------- | --- | --------------------------------------------------------------------------------- | ------------------------------------- | ---------------------------------------------------------- | ------------------------------------ |
| Bra'tac  | Apophis en Klorel | Voormalige First Prime Jaffa High Councillor                                      | Bloodlines                            | In leven                                                   | Tony Amendola                        |
| Bra'tac  | |                                                                                   |                                       |                                                            |                                      |
| Del'nor  | Apophis |                                                                                   | Niet gezien                           | Overleden                                                  | Niet gezien                          |
| Del'nor  | Rak'nors vader |                                                                                   |                                       |                                                            |                                      |
| Drey'auc | Apophis |                                                                                   | Bloodlines                            | Overleden                                                  | Salli Richardson, Brook Susan Parker |
| Drey'auc | Teal'cs vrouw. |                                                                                   |                                       |                                                            |                                      |
| Fro'tak  | Apophis | Scribe                                                                            | Family                                | Gedood door O'Neill                                        | Peter Bryant                         |
| Fro'tak  | Tweede man van Drey'auc, verried SG-1 wegens jaloezie. |                                                                                   |                                       |                                                            |                                      |
| Gar'tok  | Apophis |                                                                                   | Niet gezien                           |                                                            | Niet gezien                          |
| Gar'tok  | |                                                                                   |                                       |                                                            |                                      |
| Gerak    | Montu | Voormalige First Prime van Montu Leider van de Free Jaffa Nation Prior van de Ori | Origin                                | Overleden                                                  | Louis Gossett jr.                    |
| Gerak    | |                                                                                   |                                       |                                                            |                                      |
| Hak'nor  | |                                                                                   | Niet gezien                           |                                                            | Niet gezien                          |
| Hak'nor  | Lid van het Jaffa verzet. |                                                                                   |                                       |                                                            |                                      |
| Herak    | Anubis | First Prime                                                                       | The Other Guys Homecoming Full Circle | Overleden                                                  | Michael Adamthwaite                  |
| Herak    | |                                                                                   |                                       |                                                            |                                      |
| Ishta    | Moloc |                                                                                   | Birthright                            | In leven                                                   | Jolene Blalock                       |
| Ishta    | Vrouwelijke Jaffa leider van het Hak'tyl verzet. Schoonmoeder van Rya'c. |                                                                                   |                                       |                                                            |                                      |
| Ka'lel   | Moloc | Lid van de Jaffa High Council                                                     | Birthright                            | In leven                                                   | Simone Bailly                        |
| Ka'lel   | Lid van het Hak'tyl verzet voordat deze plaatsnam in de Jaffa High Council. Later gehersenspoeld door Ba'al. |                                                                                   |                                       |                                                            |                                      |
| Kar'yn   | Moloc |                                                                                   | Sacrifices                            | In leven                                                   | Mercedes de la Zerda                 |
| Kar'yn   | Vrouwelijke Jaffa in hetHak'tyl verzet. Vrouw van Rya'c. |                                                                                   |                                       |                                                            |                                      |
| Ma'kar   | Apophis |                                                                                   | The Serpent's Venom                   |                                                            | Art Kitching                         |
| Ma'kar   | Liet Teal'c in een valstrik lopen bij Rak'nor. |                                                                                   |                                       |                                                            |                                      |
| Maz'rai  | Apophis |                                                                                   | Stronghold                            | Overleden                                                  | Dakin Matthews                       |
| Maz'rai  | Vooruitstrevend lid van de Jaffa High Council; beïnvloed middles hersenspoeling door Ba'al door van standpunt te veranderen ten aanzien van democratie. Pleegde zelfmoord door verwijdering van zijn symbiont aangezien hij de waarheid achterhaalde en door had dat hij was gehersenspoeld. |                                                                                   |                                       |                                                            |                                      |
| Moac     | Apophis |                                                                                   | Maternal Instinct                     | Overleden                                                  | Aaron Douglas                        |
| Moac     | Bra'tacs leerling |                                                                                   |                                       |                                                            |                                      |
| M'zel    | Heru'ur, Apophis |                                                                                   | Death Knell                           | Overleden                                                  | Mark Gibbon                          |
| M'zel    | Was een leider van het Jaffa verzet. Overleden tijdens een missie op P3S-114, waar ze probeerde uit te vinden of er een Tok‘ra betrokken was bij een aantal chemische aanvallen die hebben geleid tot de dood van vele Jaffa.                                                                |                                                                                   |                                       |                                                            |                                      |
| Neith    | Moloc |                                                                                   | Birthright                            | In leven                                                   | Kathleen Duborg                      |
| Neith    | Vrouwelijke Jaffa in het Hak'tyl verzet. Oudste zuster van Nesa. |                                                                                   |                                       |                                                            |                                      |
| Nesa     | Moloc |                                                                                   | Birthright                            | In leven                                                   | Kirsten Prout                        |
| Nesa     | Vrouwelijke Jaffa in het Hak'tyl verzet. Jongere zuster van Neith. |                                                                                   |                                       |                                                            |                                      |
| Oshu     | Yu | First Prime                                                                       | Fallen                                | Onbekend (verondersteld te zijn vermoord door RepliCarter) | Kevan Ohtsji                         |
| Oshu     | |                                                                                   |                                       |                                                            |                                      |
| Rak'nor  | Heru-ur |                                                                                   | The Serpent's Venom                   | In leven                                                   | Obi Ndefo                            |
| Rak'nor  | Had in eerste instantie een hekel aan het verzet, is nu een van de leiders. Dient als raadsman van Teal'cs adviseur en zit bij de Jaffa High Council. |                                                                                   |                                       |                                                            |                                      |
| Ronan    | Apophis, Anubis |                                                                                   | Lost City, Part 2                     | Gedood door Bra'tac                                        | Marc Worden                          |
| Ronan    | Anubis' zijn spion in het Jaffa verzet. |                                                                                   |                                       |                                                            |                                      |
| Rya'c    | Apophis |                                                                                   | Bloodlines                            | In leven                                                   | Neil Denis                           |
| Rya'c    | Teal'cs zoon. |                                                                                   |                                       |                                                            |                                      |
| Ryk'l    | Moloc |                                                                                   | Birthright                            | Gedood door Molocs Keizerlijke Wacht                       | Nigel Vonas                          |
| Ryk'l    | |                                                                                   |                                       |                                                            |                                      |
| Shak'l   | Apophis | First Prime                                                                       | The Nox                               | Gedood door Teal'c                                         | Michasha Armstrong                   |
| Shak'l   | |                                                                                   |                                       |                                                            |                                      |
| Shaq'rel | Apophis |                                                                                   | Redemption, Part 1                    |                                                            | Aleks Paunovic                       |
| Shaq'rel | Lid van het Jaffa Verzet |                                                                                   |                                       |                                                            |                                      |
| Shau'nac | Apophis | Priesteres                                                                        | Crossroads                            | Gedood door Tanith                                         | Musetta Vander                       |
| Shau'nac | |                                                                                   |                                       |                                                            |                                      |
| Syn'ac   | |                                                                                   | Birthright                            |                                                            |                                      |
| Syn'ac   | Vrouwelijke Jaffa in uit het Hak'tyl verzet. |                                                                                   |                                       |                                                            |                                      |
| Teal'c   | Apophis | Voormalige First Prime Member of SG-1 Jaffa High Councilor                        | Children of the Gods                  | In leven                                                   | Christopher Judge                    |
| Teal'c   | |                                                                                   |                                       |                                                            |                                      |
| Trelak   | Ares | First Prime                                                                       | It's Good to Be King                  | Gedood door Teal'c                                         | Wayne Brady                          |
| Trelak   | |                                                                                   |                                       |                                                            |                                      |
| Va'lar   | Apophis |                                                                                   | Threshold                             | Gedood door Teal'c                                         | David Lovgren                        |
| Va'lar   | |                                                                                   |                                       |                                                            |                                      |
| Yat'Yir  | Montu |                                                                                   |                                       | In leven                                                   | Gardiner Millar                      |
| Yat'Yir  | Hulpje van Gerak. Heeft zo zijn bedenkingen tegen de Origin |                                                                                   |                                       |                                                            |                                      |